# St. Oliver (Rhüden)

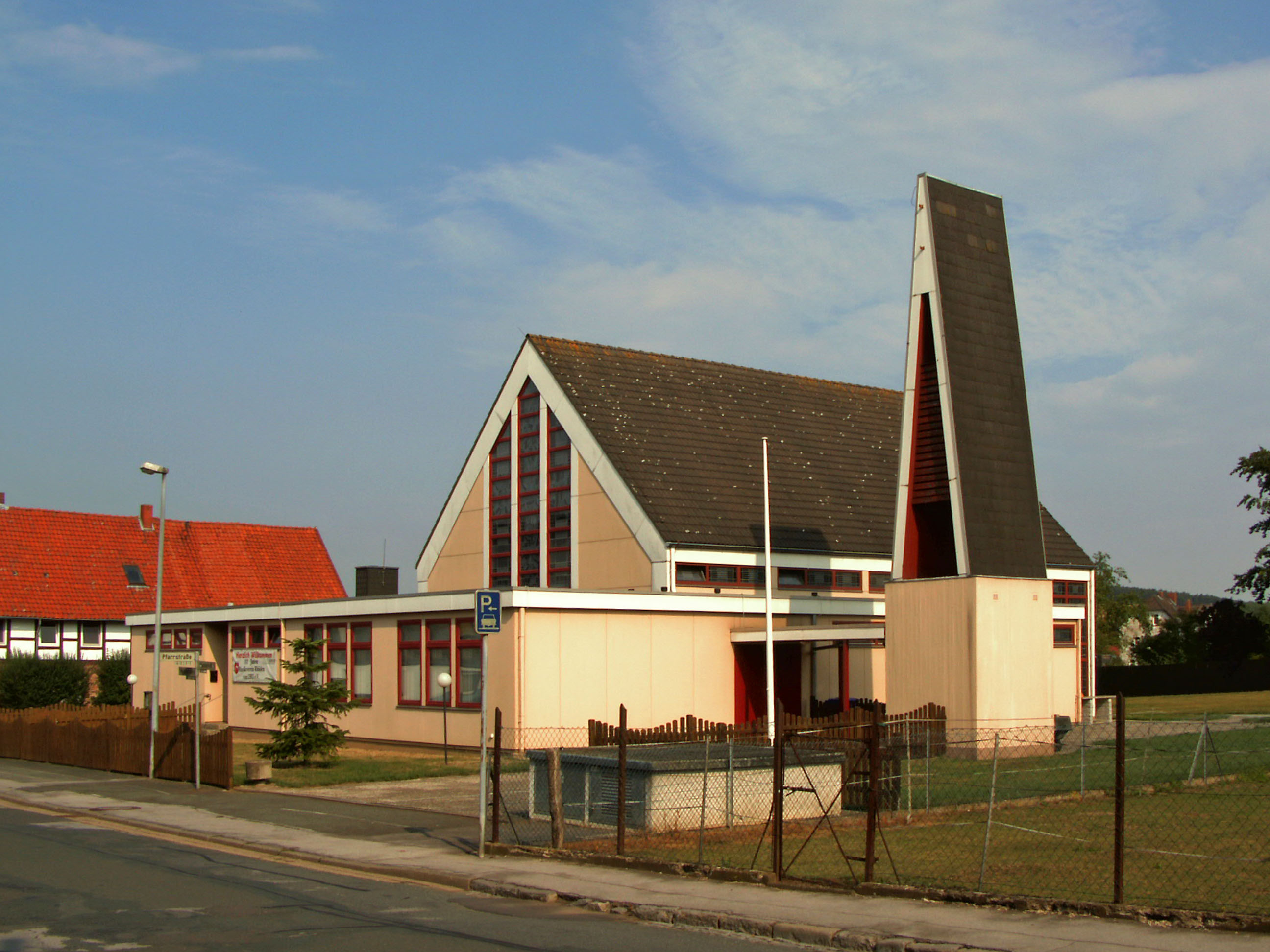
Ehemalige Kirche von Südosten

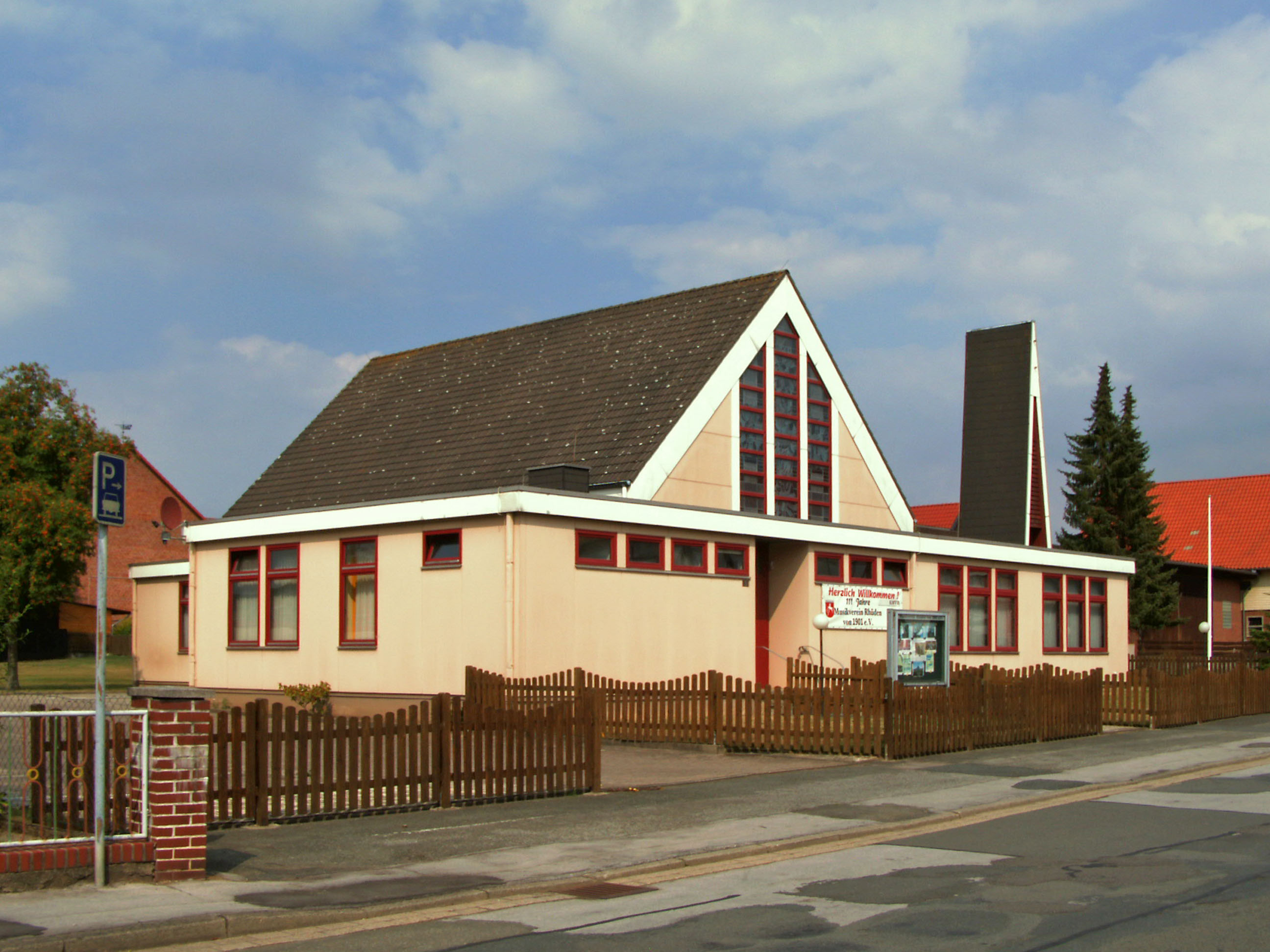
Ehemalige Kirche von Südwesten

Die Kirche St. Oliver war die katholische Kirche in Rhüden, einem Ortsteil von Seesen im Landkreis Goslar in Niedersachsen. Sie gehörte zur Pfarrgemeinde St. Michael mit Sitz in Bilderlahe, im Dekanat Alfeld-Detfurth des Bistums Hildesheim. Die nach dem heiligen Oliver Plunkett benannte Kirche befand sich in der Maschstraße 17. Die nächstliegenden katholischen Kirchen befinden sich heute jeweils ca. acht Kilometer entfernt in Bilderlahe, Bockenem und Seesen.

## Geschichte
1976 erfolgten die Grundsteinlegung und der Bau der Kirche. Zuvor fand katholischer Gottesdienst in Rhüden in der evangelischen St.-Martini-Kirche statt.
Am 28. April 2007 erfolgte die Profanierung durch Bischof Norbert Trelle. 2008 wurde sie verkauft, heute wird das Gebäude vom Musikverein Rhüden von 1901 e. V. als Vereinsheim genutzt.

## Architektur
Die Kirche wurde als Beton-Fertigteilkirche mit freistehendem Turm und integrierten Gemeinderäumen erbaut und befand sich in rund 132 Meter Höhe über dem Meeresspiegel. Das Turmkreuz und die Glocke wurden nach der Profanierung entfernt, sonst blieb das äußere Erscheinungsbild der Kirche seit der Profanierung weitgehend unverändert. Ihr Kreuzweg kam in die Kirche Maria Königin in Seesen.
Von diesem Kirchentyp wurden im Bistum Hildesheim eine Reihe weiterer Kirchen erbaut, so 1969 in Altenwalde und Sudmerberg, 1970 in Dungelbeck, Meckelfeld und Poggenhagen, 1971 in Afferde, Hohegeiß, Luthe, Meine, Schwanewede und Winsen (Aller), 1972 in Gifhorn, Ronnenberg, Stederdorf und Wittingen, 1974 in Vorwerk, und 1975 in Dransfeld, Münchehof und Rodenberg.